# Giusto di Alessandria
Giusto (Egitto, ... – Alessandria d'Egitto, 131) fu il sesto vescovo di Alessandria d'Egitto.
Fu pastore della diocesi dal 121 fino alla sua morte, avvenuta nel 131.